# 1-溴己烷
1-溴己烷是一种有机溴化合物，化学式为Br(CH2)5CH3，是无色液体。它可由1-己烯和溴化氢的自由基加成反应（反马加成）制得。它和镁反应可以得到格氏试剂。